# Fideliskapelle (Gargellen)

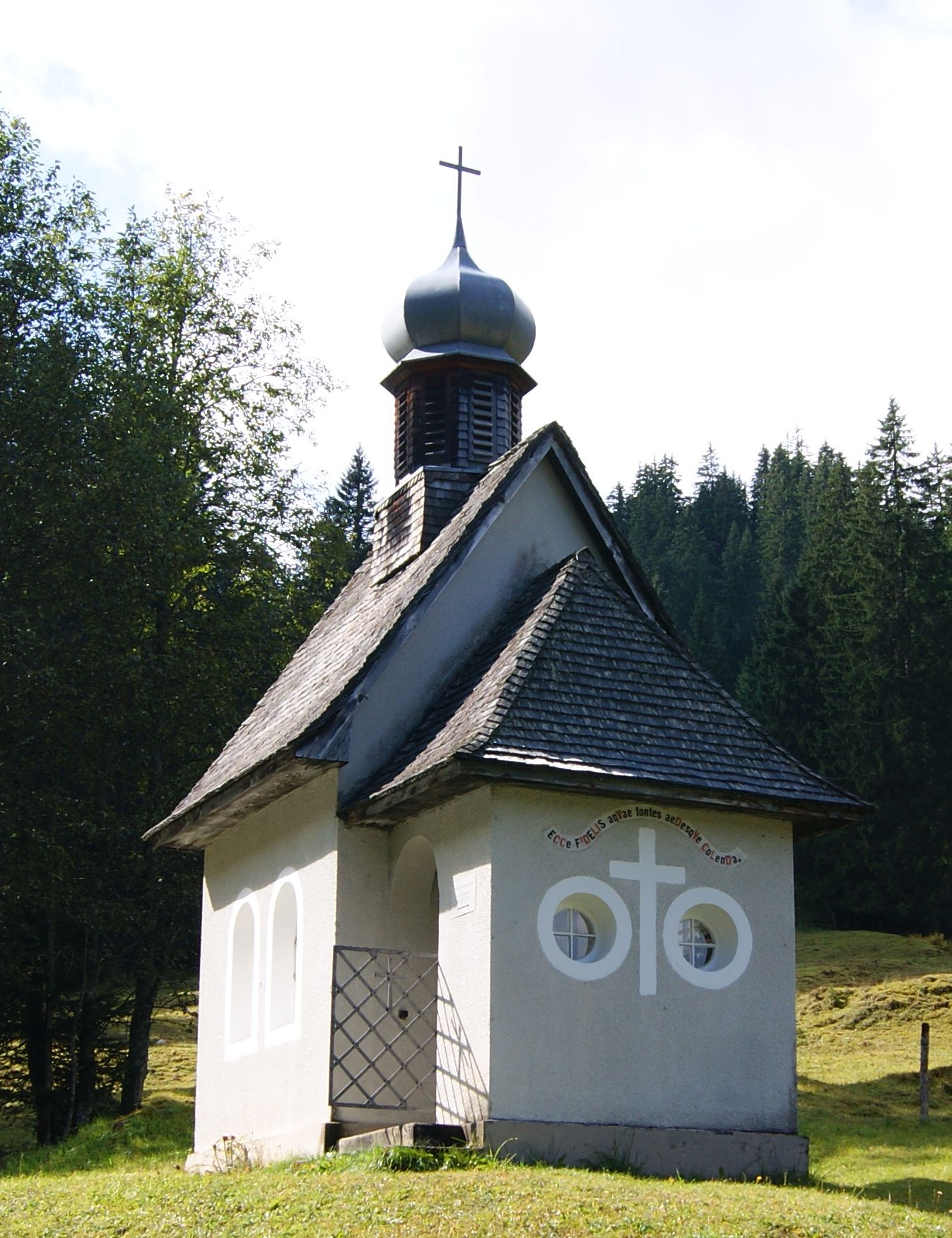
Fideliskapelle in Gargellen von der Hauptstraße aus gesehen

Die römisch-katholische Kapelle Hl. Fidelis (kurz: Fideliskapelle) steht im Ortsteil Sarotla in der Gemeinde Gargellen (St. Gallenkirch) im Bezirk Bludenz in Vorarlberg. Sie ist denkmalgeschützt und dem heiligen Fidelis von Sigmaringen (1578–1622) geweiht. Die Kapelle gehört damit zum Dekanat Montafon in der Diözese Feldkirch.

## Geschichte
Der Legende nach soll der Heilige Fidelis von Sigmaringen im Ortsteil Sarotla eine Quelle gesegnet haben, bei der kurz nach seiner Heiligsprechung (29. Juni 1746) ein Bildstock errichtet wurde. Die heutige Fideliskapelle wurde 1912 an der nunmehrigen Stelle neu errichtet. Bereits zuvor bestanden schon Vorgängerbauten in der Nähe, die jedoch von Lawinen bzw. Hochwasser beschädigt wurden.

## Kirchenbau

### Lage
Der Kirchenbau (etwa 1306 m ü. A.) steht in der Parzelle Fideliskapelle, an der Gargellener Straße (L 192), etwa 1,7 km Luftlinie vor dem Zentrum der Gemeinde Gargellen. Neben der Gargellener Straße fließt der Suggadinbach bzw. verläuft die ehemaligen Via Valtellina.

### Bauwerk

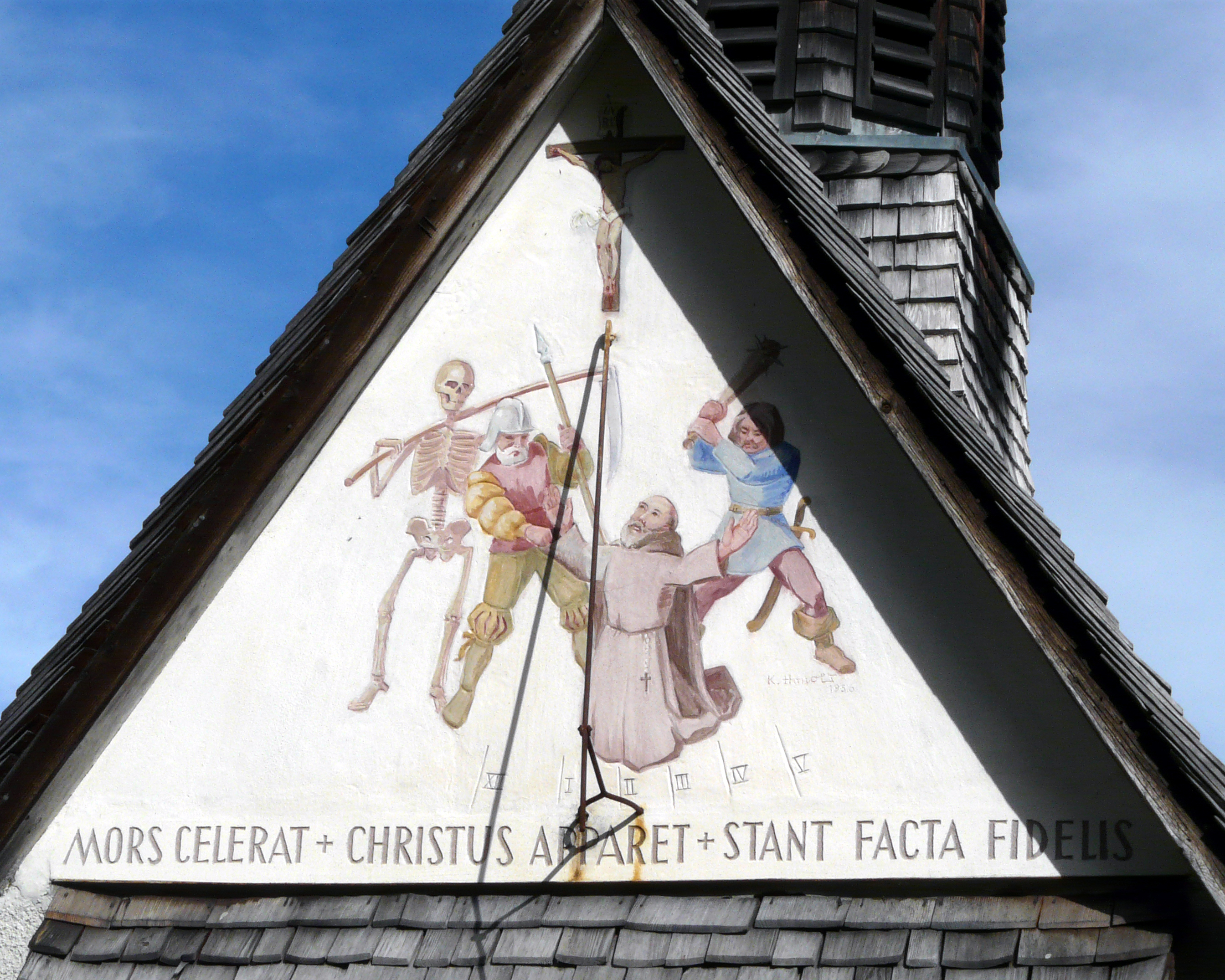
Sonnenuhr und Darstellung der Ermordung des Heiligen

Die eingeschoßige Kapelle ist ein nach allen Seiten freistehender einfacher Steinbau, der vom Ravensburger Baumeister Augustin Zimmermann entworfen und von einheimischen Bauhandwerkern ausgeführt wurde. Die Kapelle nimmt eine Fläche von rund 12 m² ein. Es handelt sich um einen Bau mit annähernd rechteckiger Grundform und eingezogenem Chor und Nordost/Südwest-Ausrichtung. Südwestlich (Altar) ist die Außenwand kastenförmig etwas vom Baukörper abgehoben. Darüber befindet sich eine Sonnenuhr, die als Hintergrundmotiv die Ermordung des hl. Fidelis von Sigmaringen darstellt, das 1956 von Konrad Honold (1918–2007) gemalt wurde. Darunter der lateinische Spruch: MORS CELERAT + CHRISTUS APPARET + STANT FACTA FIDELIS („Der Tod eilt herbei, Christus erscheint, die Taten des Heiligen Fidelis bestehen“). Über der Sonnenuhr wiederum befindet sich ein kleines Kruzifix.
Beim nordwestlich angebauten, etwas kleiner ausgeführten Eingangsbereich, befinden sich zwei markante runde Fenster (Ochsenaugen) und zwischen diesen ein weißes aufgemaltes Kreuz. Darüber in geschwungener Form der lateinische Spruch:  ECCe FIDELIS aqVae fontes aeDesqVe CoLenDa. („Siehe die Quelle des Fideliswasser und sein ehrenwerter Tempel“) und nimmt Bezug auf die Segnung der Quelle durch ihn. Das Langhaus wird jeweils links und rechts von zwei Rundbogenfenstern belichtet.
Der schlichte Eingang ist nordwestlich, der achteckige, gedrungene Glockendachreiter auf dem Satteldach mit acht Schallöffnungen befindet sich in der Mitte des Daches. Das Satteldach ist mit Holzschindeln eingedeckt und die Zwiebelhaube des Glockendachreiters mit Blech eingeschlagen.
Der Bau selbst ist weitgehend hellgrau verputzt, die Fenster jeweils mit einem weißen Rahmen versehen.
Der Betraum und Altarraum sind voneinander durch einen eingezogenen Chorbogen abgegrenzt. Im Betraum haben 8 Personen Platz.

## Ausstattung

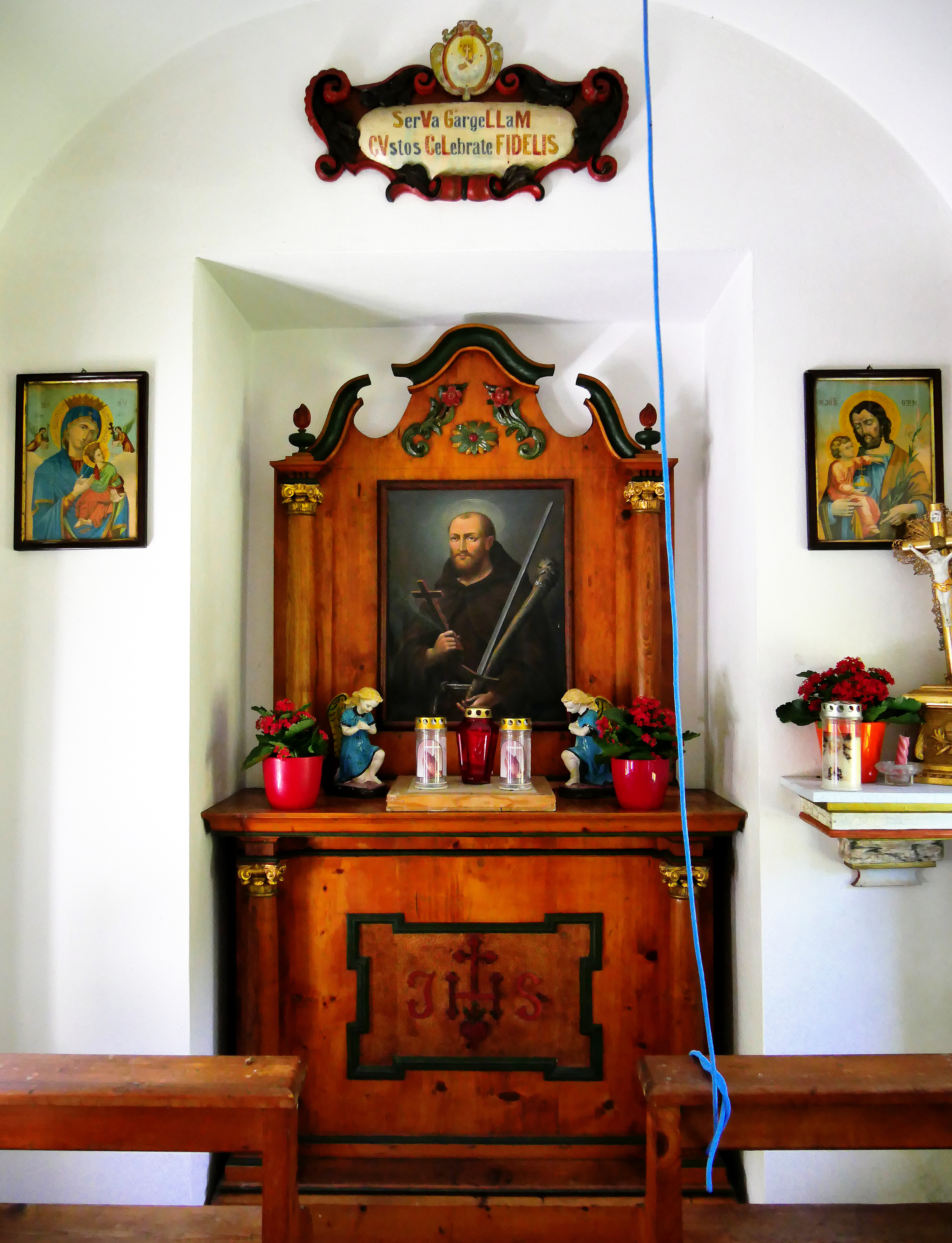
Altar.

Der Altar geht auf einen Entwurf von August Pfaltz aus  Dachau zurück. Das Altarbild zeigt den Heiligen Fidelis in der Kapuzinertracht mit dessen Attributen Schwert und Stachelkeule (Prättigauer Prügel) in der linken Hand und in der rechten Hand ein Kreuz und ein Märtyrerpalmzweig. Über dem Altar befindet sich eine Inschrift: SerVa GargeLLaM CVstos CeLebrate FIDELIS („Gefeierter Wächter Fidelis, schütze Gargellen“). Die Kirchenbänke sind aus lackiertem Tannenholz.